# Botsuana en los Juegos Olímpicos de Tokio 2020
Botsuana estuvo representada en los Juegos Olímpicos de Tokio 2020 por un total de trece deportistas, ocho hombres y cinco mujeres, que compitieron en cuatro deportes.
Los portadores de la bandera en la ceremonia de apertura fueron el boxeador Rajab Otukile Mahommed y la atleta Amantle Montsho.

## Medallistas
El equipo olímpico botsuano obtuvo las siguientes medallas:
| Nombre                                                 | Deporte   | Competición |
| ------------------------------------------------------ | --------- | ----------- |
| Oro                                                    |           |             |
| —                                                      |           |             |
| Plata                                                  |           |             |
| —                                                      |           |             |
| Bronce                                                 |           |             |
| Isaac Makwala Baboloki Thebe Zibane Ngozi Bayapo Ndori | Atletismo | 4 × 400 m M |